# España Boba
Na história da República Dominicana, o período da España Boba durou de 1809 a 1821 durante o qual a Capitania-Geral de São Domingos (atual República Dominicana) esteve sob domínio espanhol, porém o governo espanhol exerceu poderes mínimos haja vista que os seus recursos foram atenuados pela Guerra Peninsular e as várias guerras independência na América espanhola. O período terminou quando as autoridades dominicanas declararam uma independência de curta duração em 30 de novembro de 1821. Em fevereiro de 1822, o Haiti anexa a antiga Capitania-Geral de São Domingos, conduzindo a uma ocupação que durou até 1844.

## Governadores

### 1809-1821

#### Governadores e Capitães-Gerais
- 1809-1811 Juan Sánchez Ramírez
- 1811-1813 Manuel Caballero y Masot
- 1813-1818 Carlos de Urrutia y Matos
- 1818-1821 Sebastián Kindelán y O’Regan
- 1821-     Pascual Real